# Georg Friederici
Carl Georg Eduard Friederici, född 28 januari 1866, död 15 april 1947, var en tysk etnolog.
Friederici var ursprungligen officer. Han företog resor i Söderhavet, från vilka han utgett vetenskapliga arbeten och även skrivit jämförande arbeten om indianernas kultur och om Amerikas upptäcktshistoria.